# Ла Скаврона (Модена)
Ла Скаврона је насеље у Италији у округу Модена, региону Емилија-Ромања.
Према процени из 2011. у насељу је живело 41 становника. Насеље се налази на надморској висини од 21 м.